# Andreas Liegenfeld

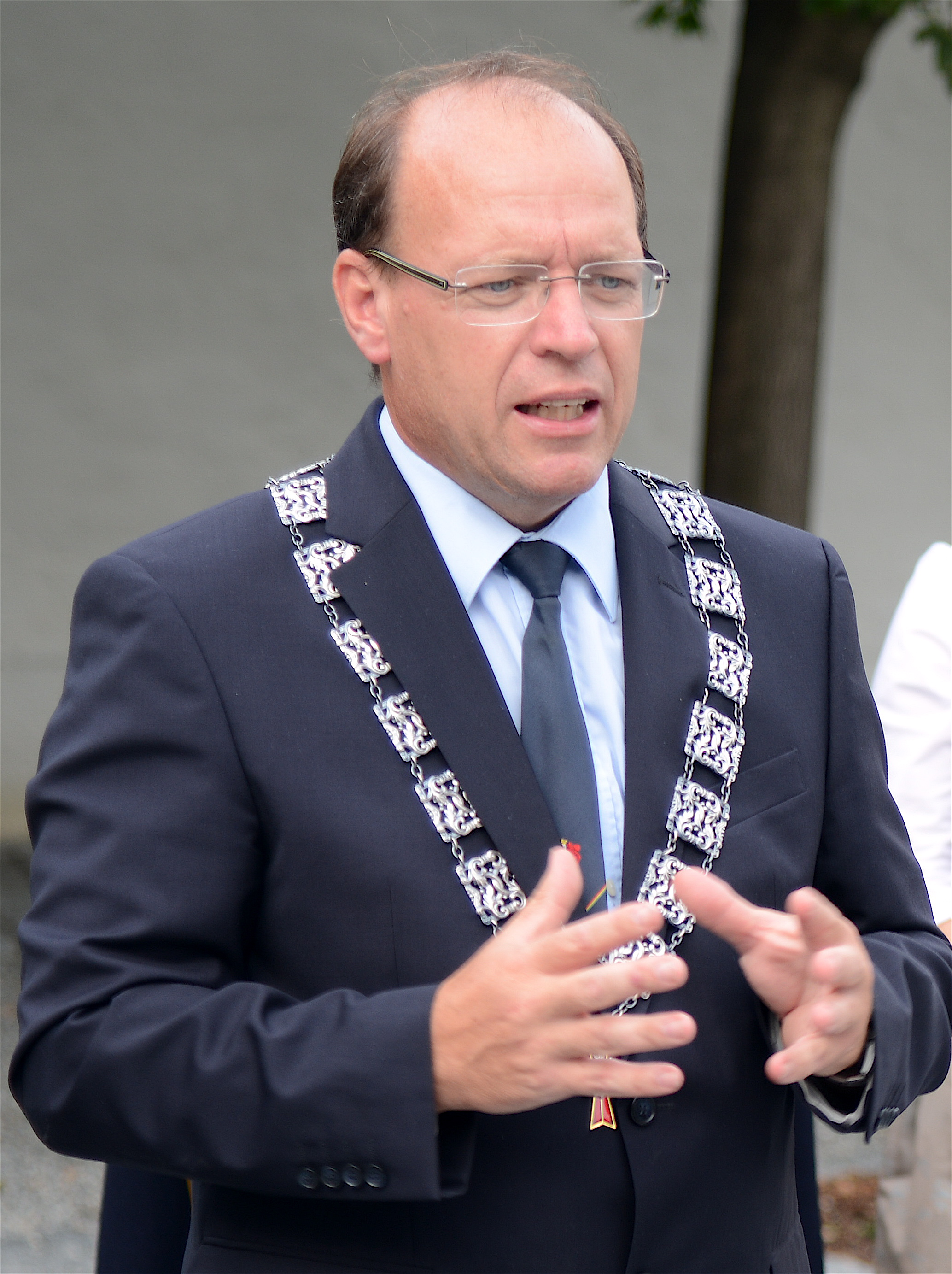
Andreas Liegenfeld, 2015

Andreas Liegenfeld (* 29. Oktober 1964 in Eisenstadt) ist ein österreichischer Winzer und Politiker (ÖVP). Er war von 2011 bis 2015 Mitglied der Burgenländischen Landesregierung in den Landesregierungen Niessl II und Niessl III.

## Leben
Andreas Liegenfeld wuchs in Donnerskirchen auf, wo er auch die Volksschule besuchte. Anschließend setzte er seine schulische Ausbildung in der Hauptschule Purbach und sodann in Eisenstadt am Oberstufenrealgymnasium der Diözese Eisenstadt fort, wo er 1984 die Matura ablegte. Er ist als Weinbauer in Donnerskirchen tätig und war bis Mai 2011 Mitglied des Weinquartetts Donnerskirchen. In dieser Funktion folgte ihm seine Ehefrau Gerda Liegenfeld nach.
Seine politische Karriere begann Liegenfeld im Jahr 1980 bei der Jungen Volkspartei. 2008 wurde er Gemeinderat in seiner Heimatgemeinde. Seit 2009 ist Liegenfeld  Präsident des Burgenländischen Weinbauverbandes und Vizepräsident des Österreichischen Weinbauverbandes. Im Jahr 2010 kam die Funktion des stellvertretenden Bezirksparteiobmannes der ÖVP im Bezirk Eisenstadt hinzu und 2011 wurde er Finanzreferent des Burgenländischen Bauernbundes. Einige Jahre lang war er Obmann von „Wein Burgenland“, der Weinmarketing-Organisation des Burgenlandes.
Ab 11. Mai 2011 war Andreas Liegenfeld als Nachfolger des am 30. April 2011 zurückgetretenen Werner Falb-Meixner Agrarlandesrat in der Burgenländischen Landesregierung. Sein Aufgabengebiet umfasste Land- und Forstwirtschaft, Veterinärangelegenheiten, Tierschutz, Landwirtschaftliche Fachschulen, Jagdwesen, Wasser- und Abfallwirtschaft, Natur- und Umweltschutz, Güterwegebau und Ländliche Neuordnung. Einen besonderen Schwerpunkt legte er bei seiner Tätigkeit als Agrar-Landesrat auf regionale Lebensmittel unter dem Motto „Herkunft hat Zukunft“. Am 9. Juli 2015 wurde Liegenfeld infolge der nach den Landtagswahlen veränderten politischen Verhältnisse von Verena Dunst als Agrarlandesrat abgelöst.
Seit 2020 ist Liegenfeld Aufsichtsrat der Landesholding Burgenland und von Burgenland Tourismus. Weiters ist er Aufsichtsrat der Österreichischen Hagelversicherung und der Österreich Wein Marketing GmbH sowie Vorsitzender der Sozialversicherung der Selbständigen, Landesstelle Burgenland.

## Auszeichnungen und Ehrungen
- Am 13. März 2017 wurde Andreas Liegenfeld der Berufstitel Ökonomierat verliehen.[11]

## Privates
Liegenfeld ist verheiratet und hat vier Kinder.